# Krąg pamięci
Krąg pamięci (tytuł oryginalny: Rrethi i kujtesës) – albański film fabularny z roku 1987 w reżyserii Esata Musliu, na motywach powieści Diany Çuli pod tym samym tytułem.

## Opis fabuły
Akcja filmu rozgrywa się w szpitalu. Grupa chorych kobiet wywołuje alarm. Lekarze są zaskoczeni i nie rozumieją protestu chorych. Odkrywają jednak, że przyczyniła się do tego Margarita Begolli, która niedawno temu wróciła do Albanii po 25 latach emigracji i cierpi na amnezję, wywołaną przeżyciami w czasie wojny.
Film realizowano w Tiranie i w Durrës.

## Obsada
- Ermira Gjata jako Eli
- Marieta Ljarja jako Margarita Begolli
- Rikard Ljarja jako dr Perika
- Agim Qirjaqi jako dr Artan
- Stavri Shkurti jako prof. Weber
- Ilia Shyti jako Mihal, brat Margarity
- Margarita Xhepa jako Tefta
- Luiza Xhuvani jako Genta
- Justina Aliaj
- Anila Dervishi
- Thimi Filipi
- Ndrek Shkjezi
- Vangjel Toçe